# Dry Cleaning

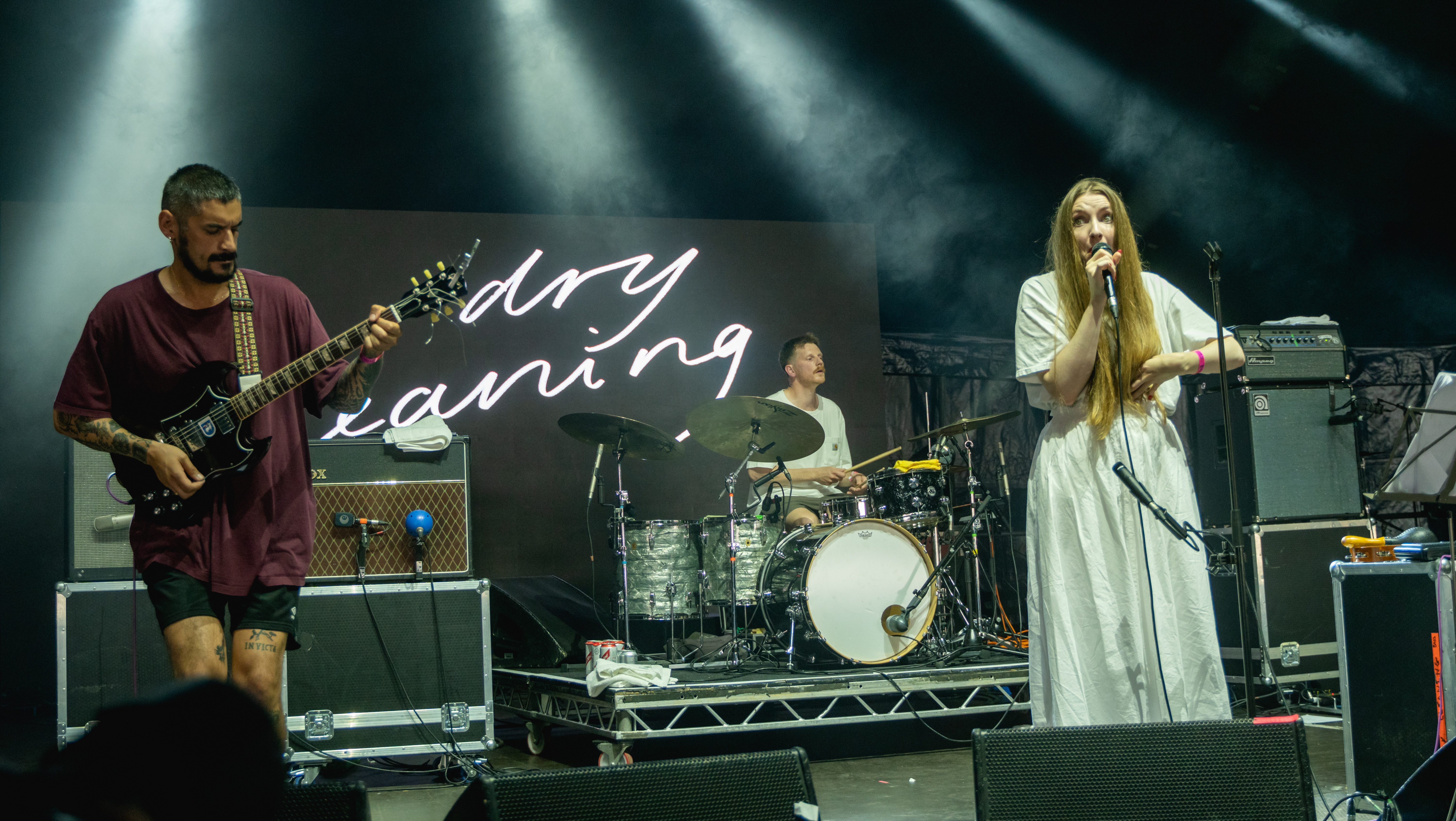
Dry Cleaning (2021)

Dry Cleaning (engl. für Trockenreinigung) ist eine britische Post-Punk-Band aus South London.

## Bandgeschichte
Die Band wurde 2018 in South London gegründet und besteht aus Sängerin Florence Shaw, Gitarrist Tom Dowse, Bassist Lewis Maynard und Schlagzeuger Nick Buxton. Es handelt sich um langjährige Freunde, die lange getrennt voneinander Musik machten, bis sie 2018 das erste Mal zusammen spielten. Florence Shaw unterrichtete Kunst an einer Universität. Seit 2020 konzentrieren sie sich auf ihre Musik und kündigten ihre sonstigen Jobs.
Die Gruppe veröffentlichte ihre erste Single The Magic of Meghan 2019. Der Titel rührte daher, dass Sängerin und Texterin Shaw sich genau am gleichen Tag von ihrem Partner trennte, an dem Prinz Harry und Meghan Markle ihre Verlobung verkündeten. 2019 folgten zwei weitere EPs: Sweet Princess im August und Boundary Road Snacks and Drinks im Oktober. Der New Musical Express führte sie auf ihrer Liste „Essential new artists for 2020“.
Nach den beiden EPs unterschrieb die Band beim Independent-Label 4AD und veröffentlichte dort als erstes die Single Scratchcard Lanyard. 2021 folgte die Single Strong Feelings als Vorbote ihres Debütalbums New Long Leg, das am 2. April 2021 erschien. Das langerwartete Debütalbum wurde von John Parish produziert und positiv rezipiert. In den britischen Charts erreichte es Platz 4.

## Stil
Dry Cleaning spielen Post-Punk zwischen Indie-Rock und Psychedelic Rock. Die Stimme der Sängerin Florence Shaw ist tief. Sie versteckt ihren Akzent aus South London in ihrem Gesang nicht. Zum Teil wechseln Spoken-Word-Passagen und Gesang ab. Die Texte behandeln oft persönliche Themen und sind von einem düsteren Humor geprägt. Die Musik wird oft mit Bands wie Magazine, Sleaford Mods und Art Brut verglichen.

## Diskografie

### Alben
| Jahr | Titel Musiklabel | Höchstplatzierung, Gesamtwochen, AuszeichnungChartplatzierungen (Jahr, Titel, Musiklabel, Platzierungen, Wochen, Auszeichnungen, Anmerkungen) | Höchstplatzierung, Gesamtwochen, AuszeichnungChartplatzierungen (Jahr, Titel, Musiklabel, Platzierungen, Wochen, Auszeichnungen, Anmerkungen) | Anmerkungen                            |
| Jahr | Titel Musiklabel | DE | UK | Anmerkungen                            |
| ---- | ---------------- | --- | --- | -------------------------------------- |
| 2021 | New Long Leg 4AD | DE85 (1 Wo.)DE | UK4 (1 Wo.)UK | Erstveröffentlichung: 2. April 2021    |
| 2022 | Stumpwork 4AD    | DE51 (1 Wo.)DE | UK11 (1 Wo.)UK | Erstveröffentlichung: 21. Oktober 2022 |

### EPs
- 2019: Sweet Princess
- 2019: Boundary Road Snacks and Drinks

### Singles
- 2019: Magic of Meghan
- 2019: Goodnight
- 2019: Sit Down Meal
- 2019: Viking Hair
- 2020: Scratchyard Lanyard
- 2021: Strong Feelings